# Jamie Vardy
Jamie Richard Vardy (Sheffield, 11 de janeiro de 1987) é um futebolista inglês que atua como atacante. Atualmente está sem clube.
Após ser liberado pelo Sheffield Wednesday com 16 anos, Vardy começou sua carreira pelos seniores com o Stocksbridge Park, sendo chamado para o time principal em 2007, passando três temporadas por lá antes de se juntar ao Halifax Town em 2010 para a disputa da Northern Premier League. Marcou 26 gols em sua primeira temporada e ganhou o prêmio "Player's Player of the Year", se mudando então para o Fleetwood Town em Agosto de 2011 por uma quantia não revelada para disputa da Conference Premier.[carece de fontes?]
Marcou 31 vezes pelo seu novo time e ganhou o prêmio do time de "Player of the Year" por serem campeões da quinta divisão. Em Maio de 2012, transferiu-se ao Leicester City pelo preço recorde (£1 milhão) de um jogador considerado Non-League (que não joga nenhum das 4 divisões inglesas) e auxiliou seu time a vencer a Football League Championship (2ª divisão) em 2014. Durante a Premier League de 2015–16 marcou gols em todas as onze primeiras rodadas, quebrando a marca anterior de Ruud van Nistelrooy e foi escolhido como o Premier League Player of the Season e FWA Footballer of the Year como consequência da conquista inédita dos Foxes.

## Carreira

### Stocksbridge Park Steels

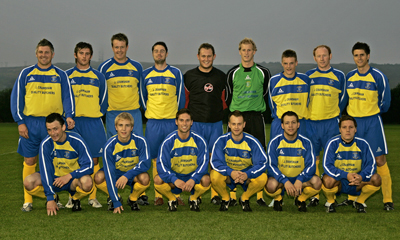
Vardy (o terceiro em pé da direita para esquerda) no Stocksbridge.

Nascido em Sheffield, South Yorkshire, começou sua carreira pelos juniores do Stocksbridge com 16 anos de idade até ser liberado pelo Sheffield Wednesday. Construiu seu caminho pelo time reserva até estrear em 2007 com o treinador Gary Marrow, ganhando £30 por semana.

### FC Halifax Town
Em junho de 2010, o treinador Neil Aspin, um admirador de longa data dos talentos de Jamie, contratou-o para o Halifax por £15,000. Estreou em 21 de agosto na partida em casa contra o Buxton, marcando o gol da vitória no placar de 2-1. Terminou com 26 gols na temporada e denominado o Jogador do Ano entre os jogadores. Seus gols asseguraram o título da Northern Premier League Premier Division (7ª divisão) na temporada 2010/11. Começara a temporada 2011/12 com 3 gols em 4 jogos pelo Halifax até ser contratado pelo Fleetwood Town da Conference Premier (5ª divisão) por valor não relatado.[carece de fontes?]

### Fleetwood Town

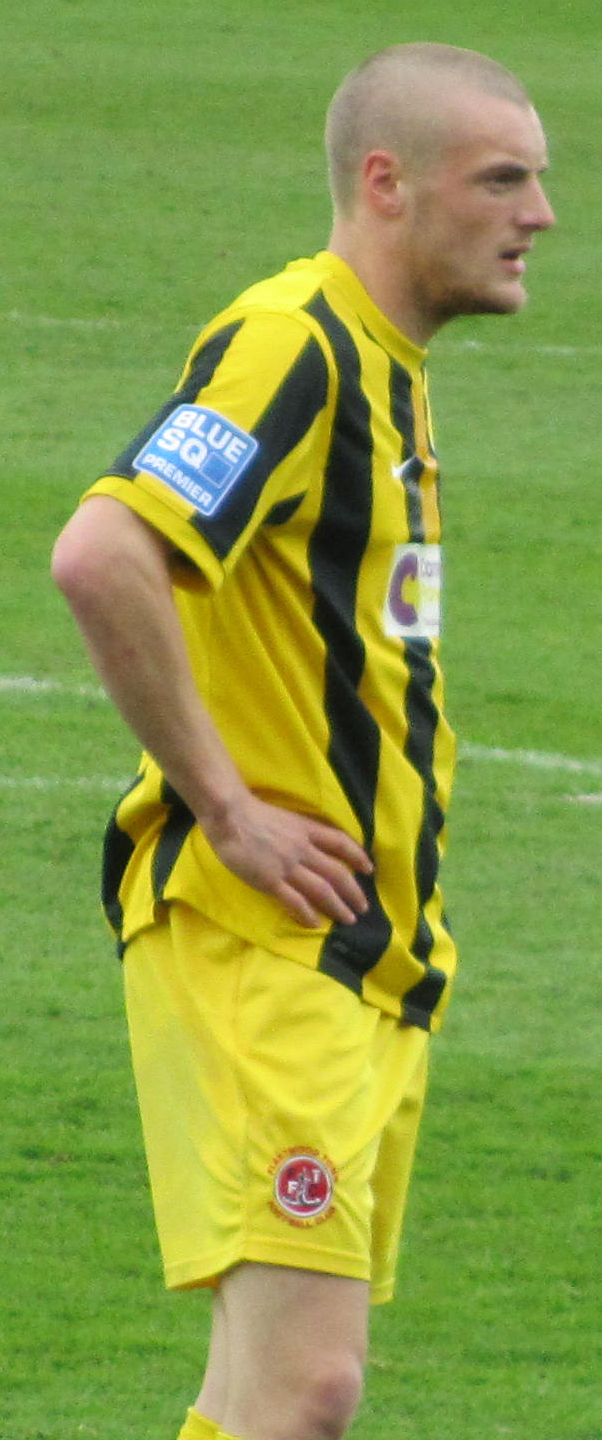
Vardy em 2012, pelo Fleetwood Town.

Estreou no empate sem gols contra o York City. Seus primeiros gols - por acaso dois - saíram na vitória fora de casa contra o Kettering Town em 3 de setembro. Na semana seguinte marcou duas vezes contra o Gateshead, incluindo um nos acréscimos. Conseguiu marcar outras duas vezes na vitória por 3-1 fora de casa contra o Ebbsfleet United. Recebeu cartão vermelho na vitória por 5-2 contra o Kidderminster Harriers numa partida em que ambos acabaram com 10 homens. Marcou um hat-trick fora de casa contra o Alfreton Town em 18 de outubro. Quatro dias após o hat-trick marcou duas vezes no 4-1 contra o Bath City, resultado que deixou seu time dois pontos atrás dos líderes Wrexham.
No 1º round da FA Cup em 12 de novembro, marcou o segundo gol dos 2-0 contra o time da League One, Wycombe Wanderers. Quinze dias após, seu gol no empate em 1-1 contra o Gateshead garantira que havia marcado em seis jogos consecutivos, alcançando 10 nesse período. Ganhou o prêmio de jogador do mês de Novembro da Conference Premier. E em 13 de dezembro, confirmou a vitória de 2-0 nos acréscimos contra o Yeovil Town fora de casa na partida de replay do 2º round da Copa.
Em 1º de janeiro de 2012, marcou 2 vezes na vitória por 6-0 em cima do Southport e perdeu por 5-1 contra seus rivais locais, o Blackpool no 3º round da Copa. Em 21 de fevereiro marcou seu 2º hat-trick contra o Ebbsfleet United por 6-2, o qual deixara seu time dois pontos acima do Wrexham. Marcou duas vezes no empate em 2-2 com o Lincoln City em 13 de abril. O empate do Wrexham contra Grimsby Town permitiu com que o Fleetwood fosse á Football League pela primeira vez.

### Leicester City

#### 2012–13
Em 17 de maio de 2012 foi anunciado pelo Leicester e no dia assinou por 3 anos com o clube. Em 14 de agosto marcou o último gol na vitória de 4-0 sobre o Torquay United na League Cup. Estreou na vitória de 2-0 sobre o Peterborough United no King_Power_Stadium assistindo um gol ao Andy_King. Marcou seu 1º gol na derrota fora de casa contra o Blackburn Rovers por 2-1 em 25 de agosto. Vencera duas vezes por 2-1 contra o Burnley e Middlesbrough. A sua primeira temporada gerou críticas dos torcedores em mídias sociais por sua perda de forma e quase o fez considerar abandonar o futebol, até que o técnico Nigel_Pearson e Craig Shakespeare (assistente) convenceram-no a ficar.

#### 2013–14

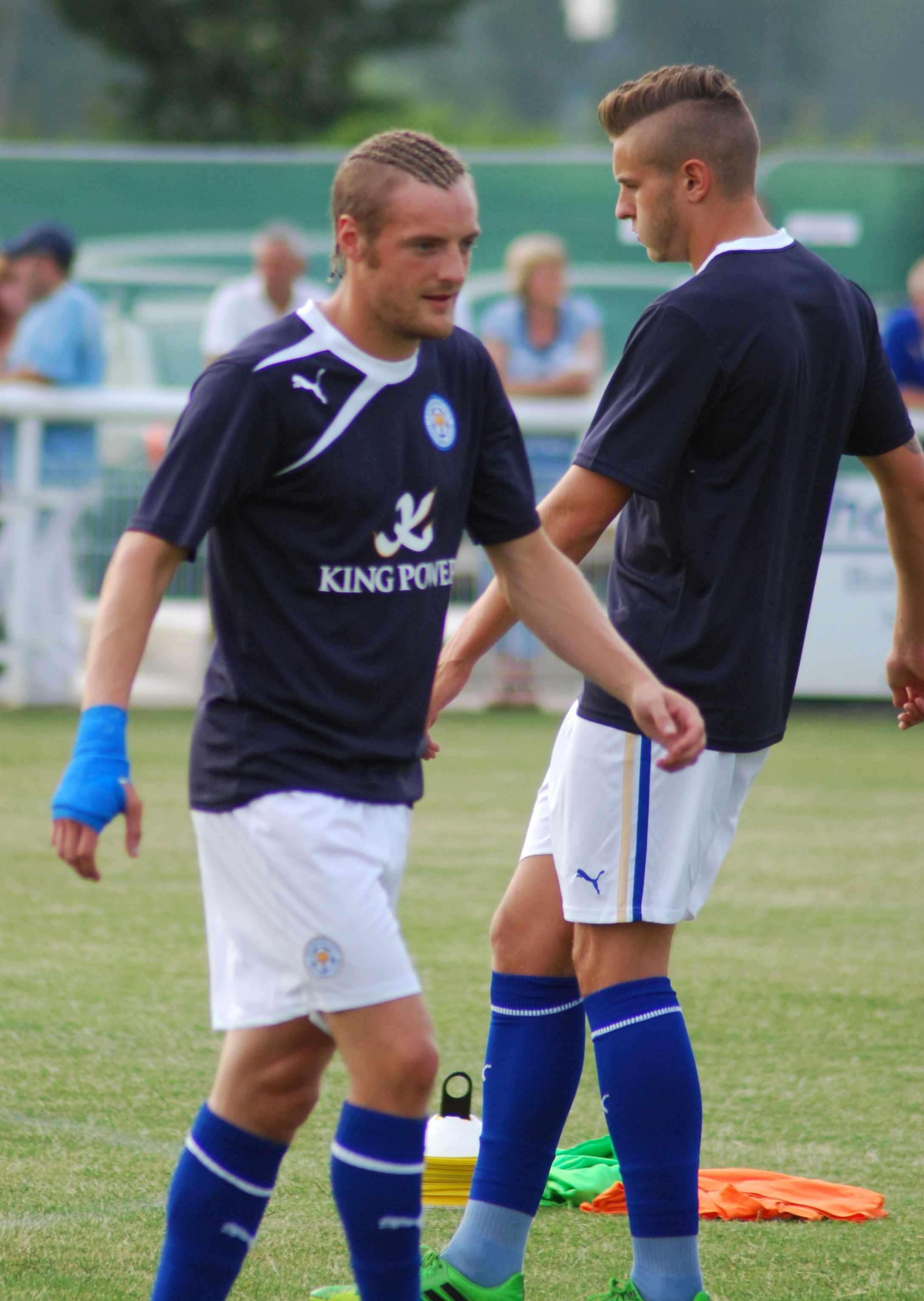
Vardy treinando com seus companheiros durante a pré-temporada de 2013–14.

A temporada foi prolífica ao jogador, e sua participação permitiu com que o clube permanecesse no topo da tabela. Ele marcou e ganhou um pênalti no triunfo sobre os rivais locais, o Derby County, por 4-1 em 10 de janeiro de 2014. Findou a temporada com 16 gols feitos e como campeão da Championship.

#### 2014–15
Em 19 de agosto estendeu seu contrato até 2018. Após perder as primeiras partidas por lesão, estreou em 31 de agosto de 2014 como substituto no intervalo, no jogo com o Arsenal que terminou empatado em 1-1 em casa. Em 21 de setembro, se tornou o Man of the Match ao marcar seu 1º gol na Premier League e por ser decisivo em outros quatro na virada inesperada de 3-1 para 5-3 contra o Manchester United.
Em 11 de Abril de 2015, marcou o gol da vitória nos 3-2 contra o West Bromwich Albion aos 90 minutos. Marcou também o gol da vitória contra o Burnley em 25 de abril e foi eleito o Jogador do Mês de Abril. Fez gol nos 5-1 contra o Queens Park Rangers em 24 de maio, no último dia da temporada e escapou do rebaixamento após uma arrancada fulminante de 22 pontos nos 9 últimos jogos.

#### 2015–16

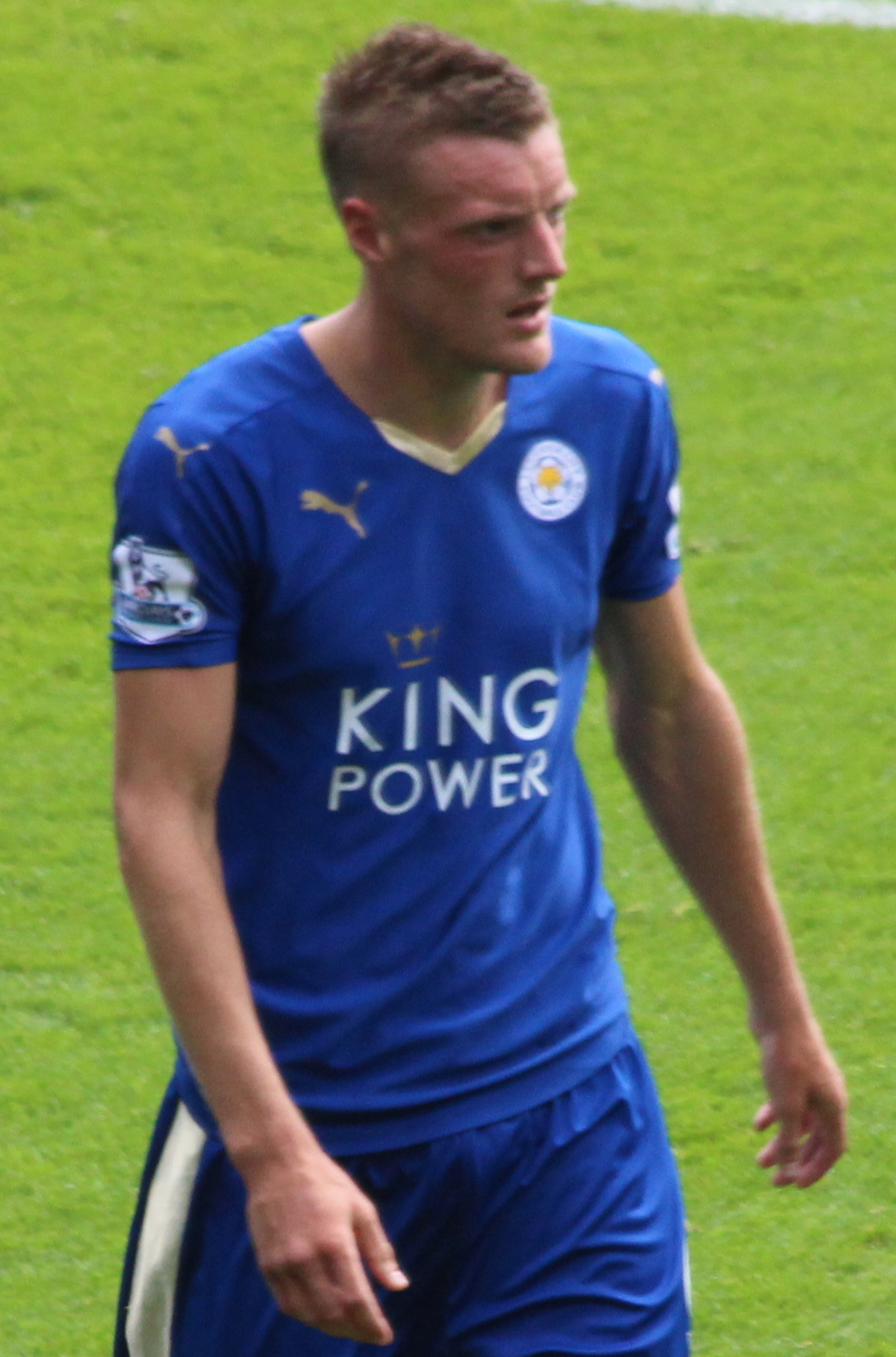
Vardy no começo da temporada 2015–16.

Vardy começou a temporada de 2015/16 marcando o primeiro gol da vitória por 4-2 sobre o Sunderland em casa, no dia 8 de agosto de 2015. Marcou o 2º gol da virada por 3-2 contra o Aston Villa em 13 de setembro. Fez os dois gols na derrota por 5-2 contra o Arsenal em 26 de setembro, alcançando sete gols na temporada.
Em 24 de outubro fizera o gol da vitória contra o Crystal Palace na sétima partida consecutiva. Marcou na vitória por 3-2 contra o West Bromwich Albion. Uma semana depois, sofreu e marcou um gol de pênalti contra o Watford na vitória por 2-1. Tornou-se o Jogador do Mês de Outubro da Premier League em 2015.
Em 21 de Novembro, igualou-se ao recorde de Van Nistelrooy, fazendo o primeiro gol dos 3-0 sobre o Newcastle. E contra o Manchester United, marcou no empate em 1-1 e tomou o recorde para si mesmo de gols marcados em 11 partidas consecutivas.
Em Janeiro de 2016, seu valor de mercado saltou de £2.1 milhões para £18.8 milhões, o técnico Ranieri relatou que ele era um jogador ''inestimável''. Em 2 de fevereiro marcou ambos os gols na vitória contra o Liverpool, com Jurgen Klopp elogiando o voleio de fora da área no primeiro gol de Vardy. Quatro dias depois renovou seu contrato até 2019, com um salário semanal de £80,000. Em 10 de abril marcou os dois gols da vitória sobre o Sunderland, o resultado assegurou a vaga para a UEFA Champions League pela primeira vez na história do clube. Uma semana depois fez o 1º gol no empate em 2-2 com o West Ham, entretanto foi expulso da partida por levar mais um amarelo e o arbitro interpretou que o mesmo simulou ter sofrido um pênalti. Foi multado em £10,000 por sua conduta e afastado por dois jogos.
Com 24 gols na Premier League, foi o segundo na disputa da artilharia junto com Sergio Aguero e um gol atrás do ganhador da Chuteira de Ouro, Harry Kane. Foi escolhido como sendo o jogador da temporada da Premier League.

#### 2016–17

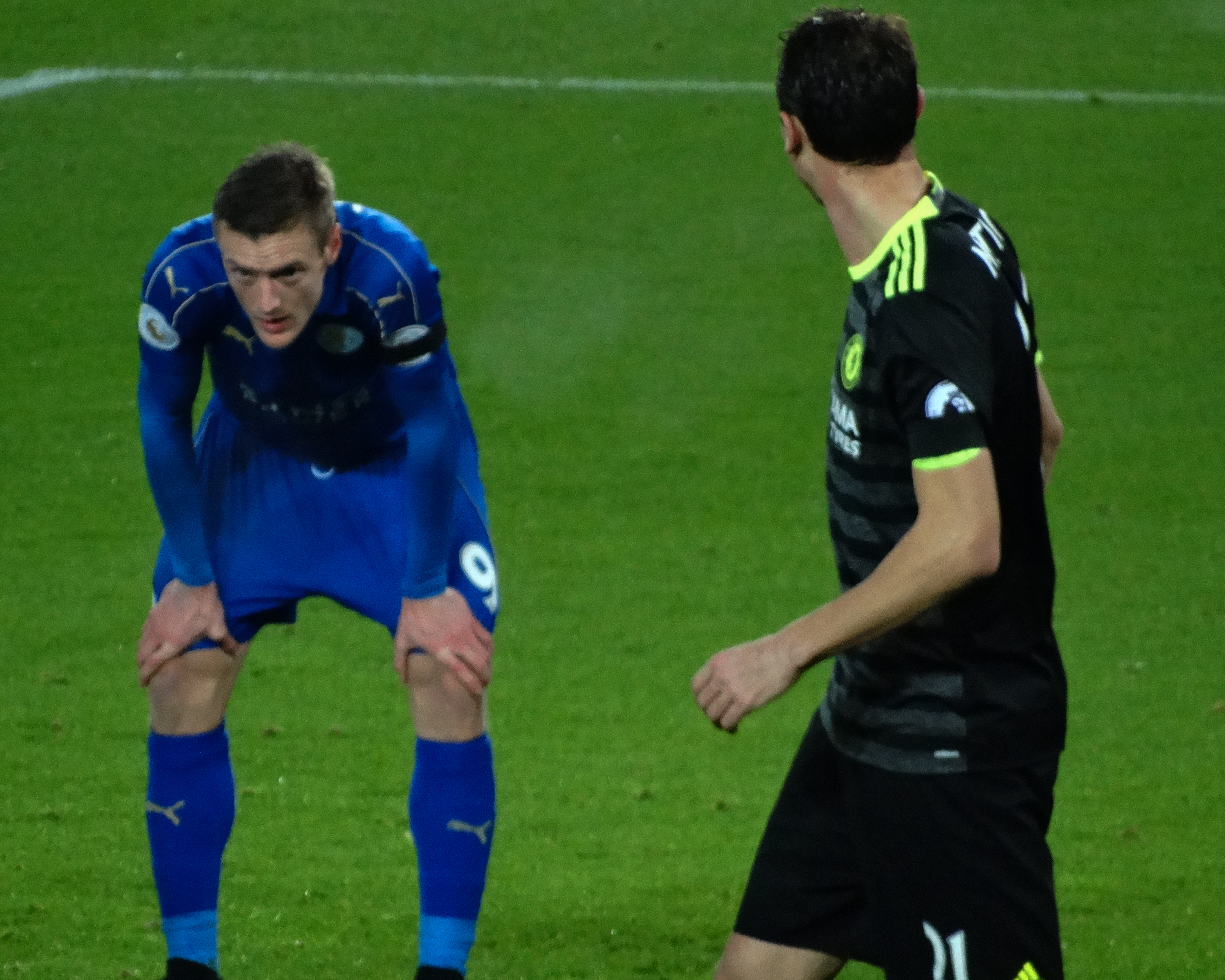
Vardy em janeiro de 2017.

Em 3 de Junho de 2016, o Arsenal ativou a cláusula de rescisão de £22 milhões. Leicester ofereceu melhoria de salário e ele concordou em assinar por quatro anos assim que voltasse da UEFA Euro 2016. Vardy rejeitou a proposta do time de Londres por não se assegurar que jogaria na sua posição de costume, sendo acentuada pela diferença tática adotada pelas equipes.
Em 7 de Agosto de 2016, marcou seu primeiro gol na temporada pelo clube, na derrota por 2-1 contra o Manchester United na FA Community Shield. No dia 27 de agosto, marcou seu 1º gol na Premier League contra o Swansea na vitória por 2-1.
Voltou a marcar após 10 jogos, na vitória contra o Manchester City em casa por 4-2. Foi seu primeiro hat-trick na carreira. No dia 22 de fevereiro marcou seu 1º gol na Champions League na derrota por 2-1 para o Sevilla e mais um gol no dia 18 de abril no empate em 1-1 contra o Atletico de Madrid. Terminou a temporada com 13 gols feitos na Premier League.[carece de fontes?]

#### 2017–18

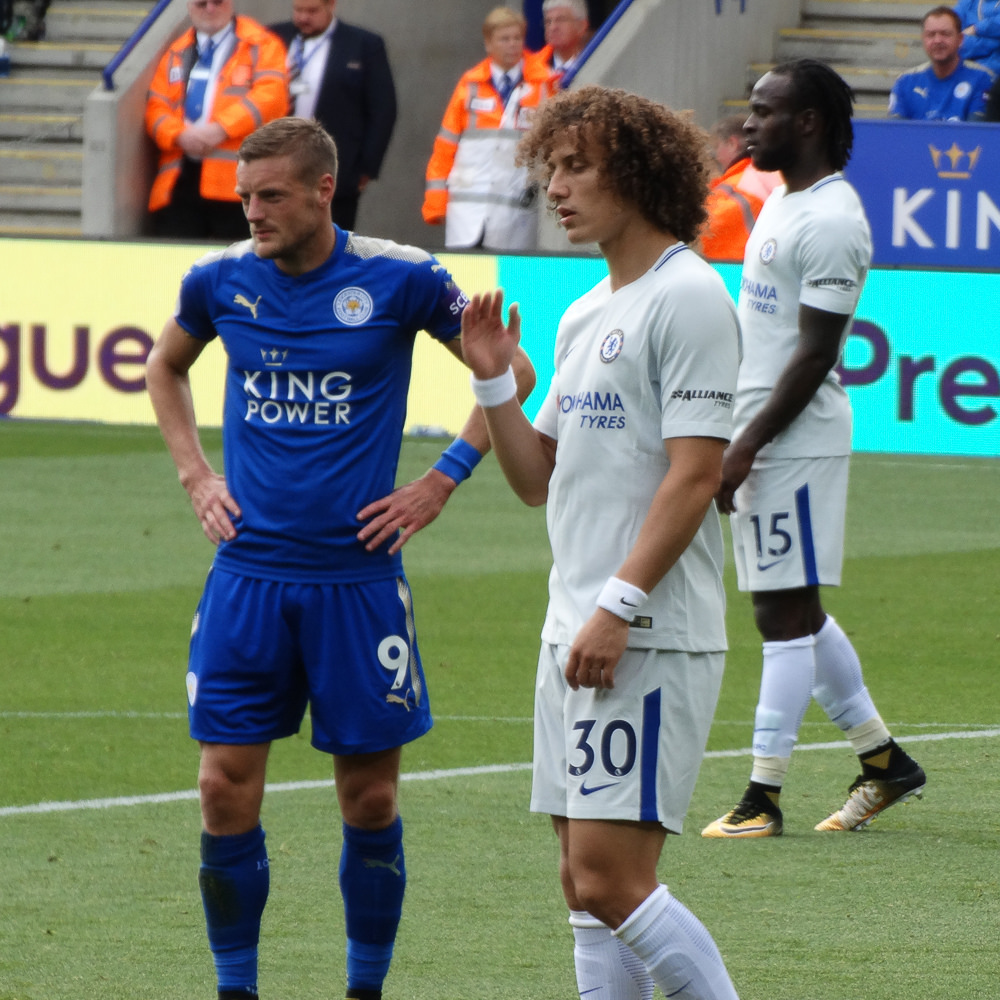
Jamie Vardy e David Luiz em 2017.

Jamie começou sua sexta temporada pelos Foxes logo de cara marcando dois contra o Arsenal na derrota por 4-3 fora de casa. Feito logo acompanhado de mais três tentos em Setembro, sendo um no empate em 1-1 contra o Huddersfield Town - sendo este um dos dois pontos conquistados em quatro partidas neste mesmo mês. No dia 16 de outubro, Vardy fez 200ª aparição pelo clube no empate em 1-1 contra o West Bromwich Albion. Duas semanas depois, no primeiro jogo comandado por Claude Puel, marcou o primeiro gol de seu time na vitória de 2-0 sobre o Everton.
No dia 19 de dezembro, marcou de pênalti, o gol de empate que levaria a decisão das quartas-de-final contra o Manchester City para os pênaltis na EFL Cup; ele e Mahrez seriam os batedores que desperdiçariam suas cobranças. A disputa acabou 4-3 para os citizens. Quatro dias depois, assinalou seu 50º gol pelos Foxes no empate em 2-2 com o Manchester United. O inglês continuou sua boa forma ao marcar seu décimo gol na liga inglesa, de pênalti no dia 20 de janeiro contra o Watford. No mês seguinte anotou o gol da vitória sobre o Sheffield United, permitindo que seu time avançasse às quartas-de-final da FA Cup. Acabaram eliminados na fase seguinte para o Chelsea, sendo Vardy aquele que marcou o gol de seu time no 1-1 que levou à prorrogação e posterior eliminação.
Jamie ainda viria a marcar dois gols na derrota de 5-4 para o Tottenham Hotspur no último dia do campeonato. Alcançou pela segunda vez na carreira a marca de 20 gols numa temporada. No todo, jogou 42 vezes em todas competições, assinalando 23 gols e seu time terminando o campeonato na 9ª posição. Foi o ganhador do BBC Goal of the Season na partida contra o West Bromwich, no qual ele arrematou de primeira com seu pé fraco a partir de um lançamento de antes do meio campo feito por Riyad Mahrez.

#### 2018–19

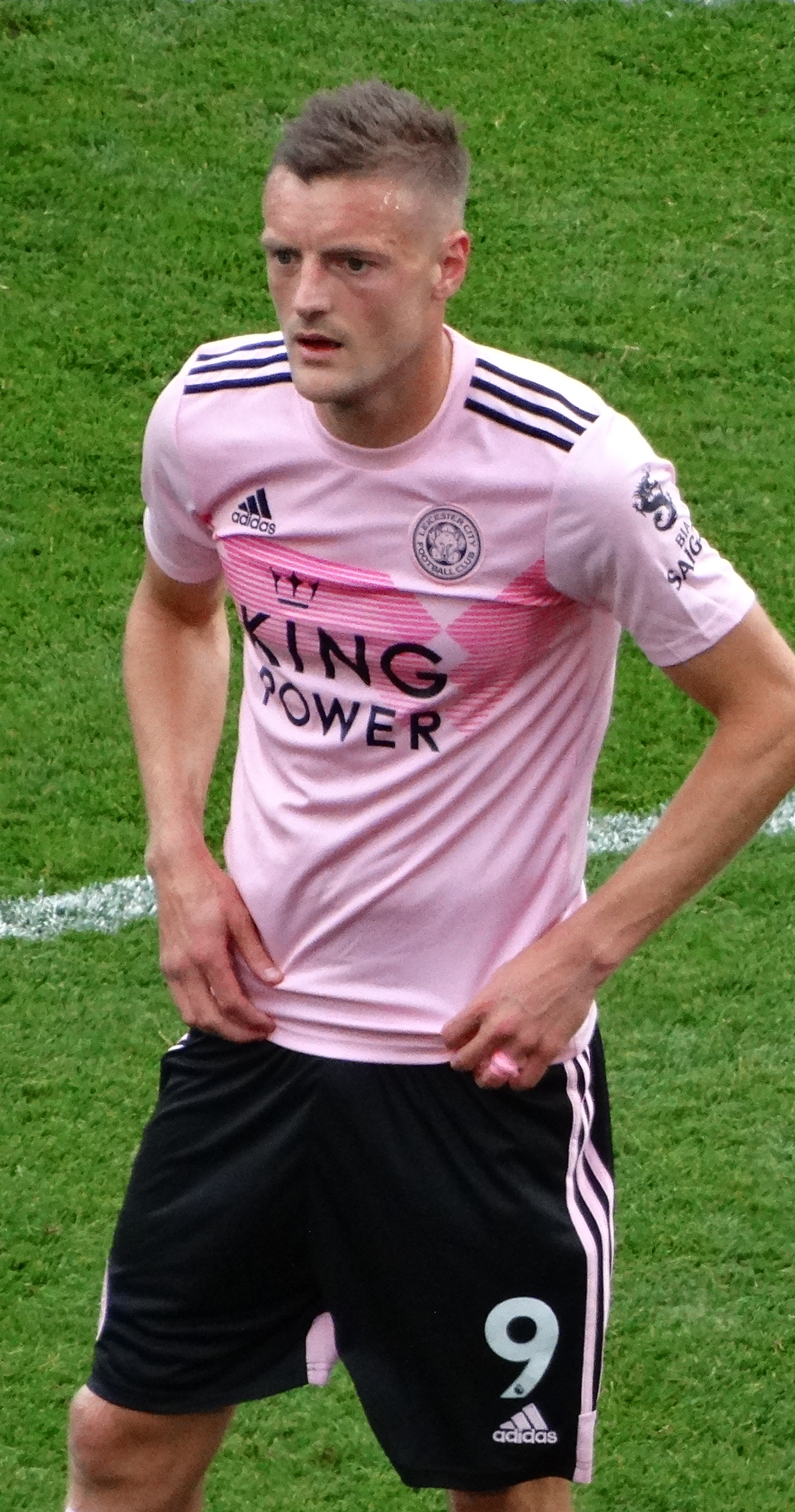
Jamie pelo Leicester em 2018.

No dia 9 de agosto de 2018, estendeu seu contrato com os Foxes até 2022. Seu primeiro gol na temporada veio ao sair da reserva no jogo contra o Manchester United, marcando o gol de desconto nos acréscimos na derrota por 2-1.
No dia 9 de abril de 2019 marcou 2 gols na vitória por 4-1 sobre o rebaixado Huddersfield e chegou à marca de 104 gols pela camisa do Leicester, ultrapassando a lenda Gary Lineker, ex-jogador e hoje apresentador em canal esportivo.
Terminou a temporada com 18 gols e 4 assistências, todos pela Premier League. Destacou-se em partidas como contra o Newcastle marcando um dos gols na vitória fora de casa em St. James Park, um gol em cada turno contra o Watford, na vitória em Stamford Bridge contra o Chelsea por 1-0, no gol da vítória contra o Everton em Goodison Park e os dois tentos assinalados sobre o Arsenal no triunfo por 3-0 em casa.[carece de fontes?]

#### 2019–20
Em 25 de outubro de 2019, Vardy anotou três gols na surra de 9-0 sobre o Southampton na casa adversária. No dia 4 de julho de 2020, marcaria seu 100º e 101º gols pela camisa dos Foxes, na vitória de 3-0 sobre o Crystal Palace. Tornou-se o primeiro jogador do clube a alcançar essa façanha de gols na liga inglesa e o 29º da história da competição. Com 23 gols feitos, conseguiu sua primeira Chuteira de Ouro na competição.

#### 2020–21
No final de agosto de 2020 acertou a renovação de seu contrato até 2023. Em 27 de setembro assinalou mais um hat-trick contra o Manchester City, sendo fundamental na vitória fora de casa por 5-2 no Etihad Stadium. Na data de 25 de outubro, fez o gol da vitória sobre o Arsenal, sendo esse o primeiro triunfo da equipe na casa adversária desde setembro de 1973. Em 6 de dezembro, anotou o gol da vitória por 2-1 - no último minuto contra o Sheffield United. Conquistaria a primeira Copa da Inglaterra com o Leicester no dia 15 de maio de 2021, batendo o Chelsea por 1-0 na ocasião.

#### 2021–22
A temporada para Vardy começou com um título. Durante a Supercopa da Inglaterra de 2021, o jogador levantou o troféu após o fim da partida, pois sua equipe bateu o Manchester City por 1 a 0.
Apesar do título, o restante da temporada foi marcado por tentativas infrutíferas. O time alcançou a singela 8ª colocação na Premier League e foi eliminado de maneira precoce na Copa da Inglaterra. Na Carabao Cup, apesar de Vardy ter estreado na competição somente nas quartas de final, onde marcou um doblete contra o Liverpool, a equipe de Jürgen Klopp conseguiu superar a equipe de Jamie nas penalidades, eliminando a chance dos Foxes de alcançar o troféu.
Essa temporada marcou a volta de Vardy à Europa League. Na competição, a equipe se saiu muito mal, não se classificando às eliminatórias. Contudo, ao disputarem a Conference League, o time se saiu muito melhor, mas foram parados pela Roma, futura campeã do torneio, nas semifinais.
Individualmente, o jogador teve bons números. Em 33 aparições, o artilheiro terminou o ano com 17 gols marcados, tendo sido ausente em algumas partidas por conta de algumas lesões na temporada.

#### 2022–23
A temporada de 2022–23 foi muito difícil para o elenco. Vardy e o Leicester não tinham competições internacionais durante aquele período, mas conviveram com muita instabilidade durante as competições caseiras o tempo todo. A equipe só conseguiu ter sua primeira vitória na Premier League na 9ª rodada, isso após passar as últimas 6 perdendo. Todavia, Jamie só viria balançar as redes pela primeira vez na rodada 13, contra o Wolverhampton.
No fim do Campeonato Inglês, a equipe foi rebaixada à Segunda Divisão, pois terminaram na 18ª colocação na tabela. O time já havia perdido todas as demais competições inglesas do ano e amargaram um rebaixamento depois de 9 temporadas na Elite.

#### 2023–24
Retornando à Segunda Divisão da Inglaterra, Vardy estreou na competição como capitão da equipe. Contudo, só fez seu primeiro gol na temporada na 6ª rodada, contra o Southampton.
A equipe do Leicester conseguia sobressair-se diante muitos adversários. Após 26 rodadas disputadas, o time só havia perdido 3 partidas e todas pelo placar de 1-0. O clube acabou campeão da competição.
2024-25
Após o retorno à elite, o Leicester não foi capaz de montar um elenco competitivo e acabou novamente rebaixado, de forma antecipada. O atacante lamentou o desempenho.
No dia 24 de abril de 2025, o clube anunciou que o contrato de Vardy, que se encerra ao final da temporada, não seria renovado, e o jogador deixaria o clube após 13 anos. Artilheiro histórico e líder da campanha do título da Premier League de 2015-16, Vardy é tido como o maior jogador da história do Leicester. 
Desse modo, a despedida foi marcada para o jogo do dia 18 de maio, quando o já rebaixado Leicester enfrenta o também já rebaixado Ipswich Town.
Até o dia 3 de maio de 2025, Jamie Vardy marcou 198 gols pelo Leicester City em todas as competições. Na vitória por 2 a 0 sobre o Southampton, ele anotou seu gol de número 199 pelo clube, tornando-se o terceiro maior artilheiro da história do Leicester City, atrás apenas de Arthur Chandler (273 gols) e Arthur Rowley (265 gols). 
Vardy ingressou no Leicester em 2012, vindo do Fleetwood Town, e desde então se tornou uma lenda do clube. Ele foi peça-chave na histórica conquista da Premier League em 2015/16 e é amplamente reconhecido por sua velocidade, instinto goleador e dedicação. Com 36 anos e em sua última temporada pelo clube, Vardy está se despedindo do Leicester após 13 anos de serviço. O gol contra o Southampton, dia 3 de maio, foi um momento simbólico em sua despedida do King Power Stadium, encerrando uma era de sucesso e paixão pelo clube.

## Seleção Inglesa
Estreou pela Seleção Inglesa principal em 7 de junho de 2015 em partida amistosa contra a Irlanda. Marcou seu primeiro gol contra a Alemanha na vitória por 3–2 em partida amistosa em Berlim no dia 26 de março de 2016. Marcou novamente, três dias depois, na derrota por 2-1 para a Holanda em Wembley.
No dia 31 de maio de 2016, foi convocado por Roy Hodgson para a Eurocopa de 2016. Em 16 de junho, na segunda rodada da Eurocopa de 2016, contra a Seleção de País de Gales, entrou em campo no intervalo, marcou o gol de empate contra e foi decisivo na jogada do gol da virada para decretar a vitória inglesa por 2-1.
Foi convocado por Gareth Southgate para a Copa do Mundo FIFA de 2018. No dia 28 de agosto de 2018, após a Copa do Mundo, Vardy confirmou a sua aposentadoria na Seleção Inglesa, junto com o zagueiro Gary Cahill, deixando as portas abertas caso seja muito importante sua convocação para a Seleção.[carece de fontes?]

### Gols marcados
| #  | Data                   | Local                                    | Adversário    | Placar | Resultado | Competição                  |
| -- | ---------------------- | ---------------------------------------- | ------------- | ------ | --------- | --------------------------- |
| 1. | 26 de março de 2016    | Olympiastadion, Berlim, Alemanha         | Alemanha      | 2–2    | 3–2       | Amistoso                    |
| 2. | 29 de março de 2016    | Estádio de Wembley, Londres, Reino Unido | Países Baixos | 1–0    | 1–2       | Amistoso                    |
| 3. | 22 de maio de 2016     | Estádio de Wembley, Londres, Reino Unido | Turquia       | 2–1    | 2–1       | Amistoso                    |
| 4. | 16 de junho de 2016    | Stade Bollaert-Delelis, Lens             | País de Gales | 1–1    | 2–1       | Eurocopa de 2016            |
| 5. | 15 de novembro de 2016 | Estádio de Wembley, Londres, Reino Unido | Espanha       | 2–0    | 2–2       | Amistoso                    |
| 6. | 26 de março de 2017    | Estádio de Wembley, Londres, Reino Unido | Lituânia      | 2–0    | 2–0       | Elim. Copa do Mundo de 2018 |
| 7. | 27 de março de 2018    | Estádio de Wembley, Londres, Reino Unido | Itália        | 1–0    | 1–1       | Amistoso                    |

## Estilo de jogo
Ian Wright que também saiu das divisões semi profissionais e ascendeu à Premier League e Seleção Inglesa, escreveu em Outubro de 2015 que Vardy poderia ser o equivalente ao Salvatore Schillaci na UEFA Euro 2016. Schillaci, jogador que também ascendeu tardiamente na carreira, começou a Copa do Mundo de 1990 como reserva e acabou como artilheiro. Wright, que tomou conhecimento dele por causa de seu antigo companheiro do Burnley o contratou para o Fleetwood, avalia Jamie como sendo um jogador que trabalha arduamente e passes apurados, que constantemente complica para os zagueiros adversários e joga por instinto ao invés de ser moldado pelos seus técnicos.[carece de fontes?]
Além de sua veia artilheira, Jamie é reconhecido por sua agilidade implacável e aproximação direta na área; por ser veloz e um centroavante dinâmico com bom posicionamento, além de saber se impor na grande área. É um exímio finalizador e batedor de pênaltis, bom no combate aéreo e capaz de chutar bem com ambos os pés. O comentarista, ex-jogador e agora técnico Gary Neville comentou a forma de como Vardy influencia seus companheiros de time: ''Ele cadencia o jogo e dita o tom para o resto do time, não concedendo chances para que ninguém deixe de trabalhar duro para atingir uma meta''.
Claudio Ranieri ressaltou ainda que ele possui muita intensidade, concentração e jamais desiste; sendo uma inspiração para os outros devido a sua maneira de ser e que permite aos outros acreditar.

## Vida pessoal
Antes de se tornar profissional, Vardy dividia seu tempo como jogador semi profissional com o trabalho de criar talas para membros fraturados. Em 2007, envolveu-se em uma briga de bar para defender seu amigo deficiente auditivo que era agredido e acabou sendo condenado criminalmente. Por causa disso, teve que usar uma tornozeleira eletrônica por seis meses e isso limitou sua jornada de treinos e jogos pelo Stocksbridge Park Steels com a pena domiciliar.
Em Agosto de 2015, The Sun on Sunday publicou um vídeo em que Vardy ofendeu racialmente um japonês em um cassino. Desculpou-se pelo ato e ratificou que foi um erro de julgamento e se arrependera. Acabou multado pelo Leicester que o colocou em um curso educacional.
Em Novembro de 2015 lançou a V9 Academy, a qual oferece em uma semana inteira (a cada ano), a possibilidade de 60 jogadores semi profissionais (Non-League) serem treinados e receberem assistência, a fim de demonstrarem seus talentos na frente de olheiros de vários clubes. No mesmo, o Stocksbridge nomeou a bancada principal no deles no evento lembrando-se de Vardy. Em Dezembro de 2015, a fábrica de produtos alimentícios e salgadinhos Walkers lançou em edição limitada o sabor ''Vardy Salted''  para as batatinhas em reconhecimento à série inigualável de gols do atacante.

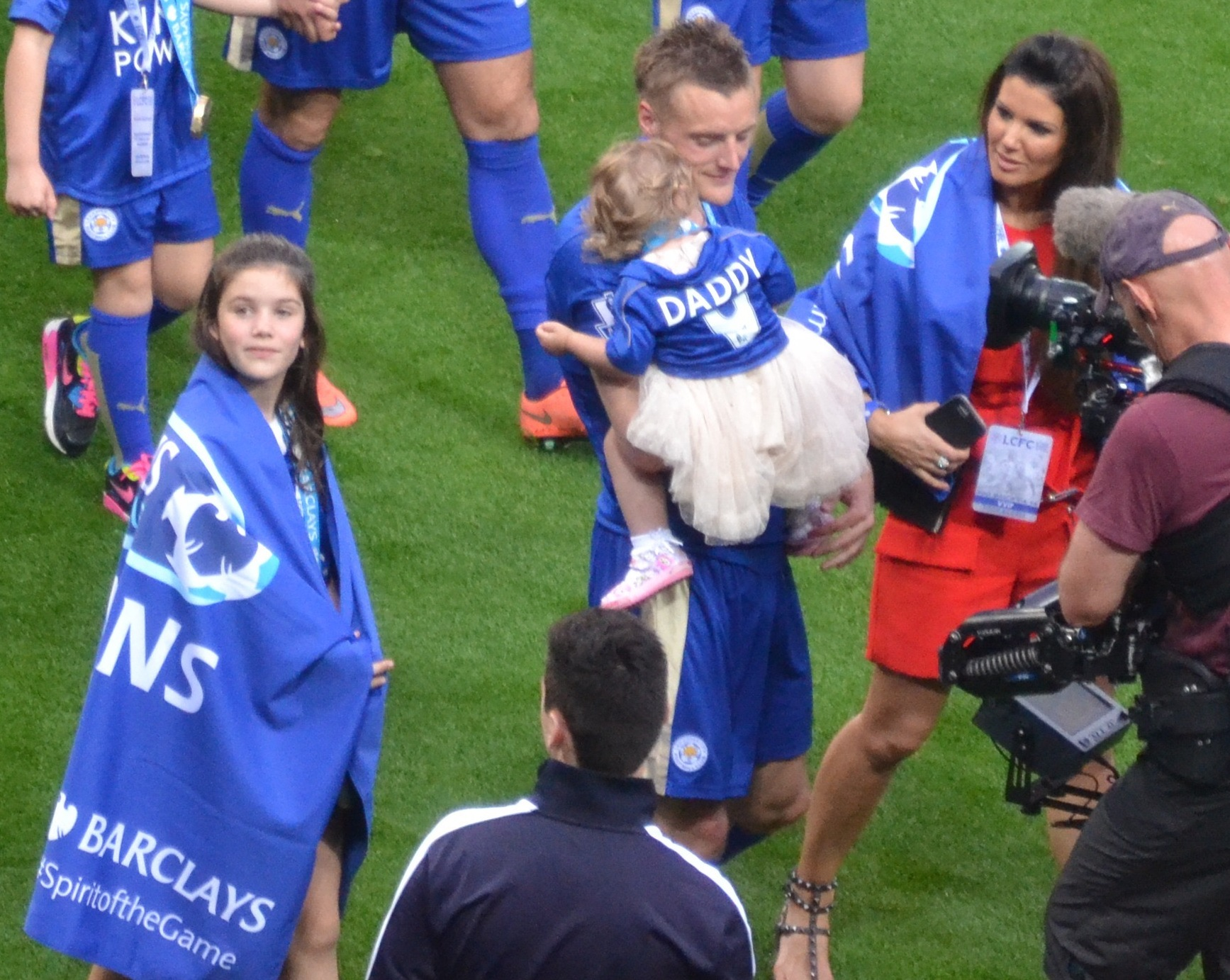
Jamie Vardy e sua família em 2016.

Vardy é casado com Rebekah Nicholson com a qual possuem uma filha. Casaram-se em 25 de maio de 2016 no Peckforton Castle em Cheshire, com David Nugent sendo o padrinho.
Adrian Butchart, autor britânico da Goal! e das séries de filmes fictícios de futebol baseados em fatos reais, encontrou-se com Vardy em Fevereiro de 2016 para fazer um filme sobre sua carreira.
Vardy é embaixador da Dorothy Goodman School, uma escola de necessidades especiais em Hinckley, Leicestershire.

## Títulos
Stocksbridge Park Steels
- Sheffield and Hallamshire Senior Cup: 2008–09

Halifax Town
- Northern Premier League: 2010–11

Fleetwood Town
- Conference National: 2011–12

Leicester City
- Premier League: 2015–16
- Copa da Inglaterra: 2020–21
- Supercopa da Inglaterra: 2021
- EFL Championship: 2013–14 e 2023–24

### Prêmios individuais
- Jogador do Ano do Halifax Town: 2011[116]
- Jogador do mês da Conference National: Novembro de 2011[117]
- Jogador do mês da Premier League: Outubro de 2015, Novembro de 2015, Abril de 2019, Outubro de 2019
- Futebolista Inglês do Ano pela FWA: 2015–16
- Melhor jogador da Premier League: 2015–16
- Equipe do Ano PFA da Premier League: 2015–16, 2019–20[118][119]
- Gol do mês da Premier League: Março de 2018[120]
- Chuteira de Ouro da Premier League: 2019–20[121]
- Jogador do Ano do Leicester City: 2020[122]

### Artilharias
- Conference National 2011–12 (31 gols)[123]
- Premier League 2019–20 (23 gols)